# Palácio Barberini
O Palazzo Barberini é um palácio de Roma, situado na Via delle Quattro Fontane, a cerca de 200 metros da Piazza Barberini, no rione Trevi. Apesar de se encontrar em pleno centro histórico da cidade, na época da sua construção ficava numa zona periférica.
O palácio foi construído entre 1625 e 1633, ampliando na forma do primeiro barroco o edifício precedente, pertencente à família Sforza, o que criou uma estrutura caracterizada por um espectacular átrio em ninfeo, diafragma entre o alpendre de entrada e o jardim desenvolvido nas traseiras. O autor do projecto foi o ancião Carlo Maderno, coadjuvado por Francesco Borromini, sendo a obra terminada por Bernini.
Actualmente, o Palazzo Barberini acolhe parte da importante Galleria Nazionale d'Arte Antica (Galeria Nacional de Arte Antiga).

## História

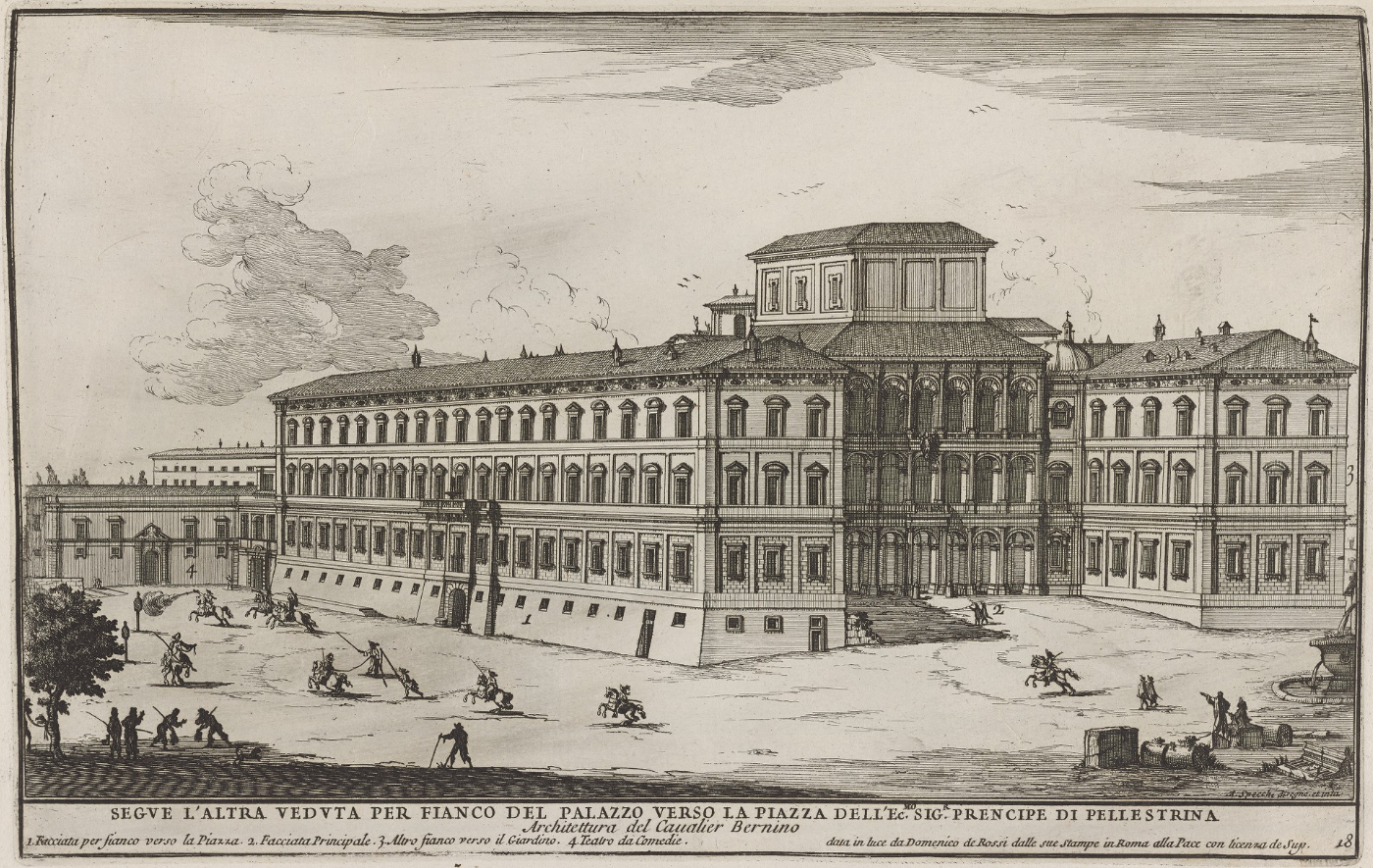
O Palazzo Barberini representado numa gravura setecentista, com o pátio de entrada como espaço público.

O terreno inclinado onde foi construído o Palazzo Barberini havia sido ocupado antigamente por uma vinha-jardim da família Sforza, na qual havia sido construído um palacete em 1549. Este local havia passado de um cardeal para outro durante o século XVI, sem que qualquer projecto fosse totalmente erguido no terreno. Em 1625, quando o Cardeal Alessandro Sforza passou por dificuldades financeiras, o local, ainda semi-suburbano, foi comprado por Maffeo Barberini, o qual chegara ao trono papal como Papa Urbano VIII. Por fim, três grandes arquitectos trabalharam para a criação de um conjunto harmonioso.
Carlo Maderno, então a trabalhar na obra de ampliação da nave da Basílica de São Pedro, foi contratado para encerrar a villa dos Sforza no interior de um vasto bloco renascentista ao longo das linhas do Palazzo Farnese; no entanto, o desenho rapidamente evoluiu para a um conjunto que combinasse a sede urbana do poder principesco com uma frente de jardim que tivesse a natureza de uma villa suburbana com um jardim semi-fechado.
Maderno começou as obras em 1627, assistido pelo seu sobrinho Francesco Borromini. Quando Maderno morreu, em 1629, Borromini foi substituído por Bernini, um jovem prodígio conhecido então como escultor. Os dois arquitectos trabalharam juntos por pouco tempo neste projecto e no Palazzo Spada: os trabalhos foram terminados por Bernini em 1633.
Depois da morte de Urbano VIII, o palácio foi confiscado pelo Papa Inocêncio X, da família Pamphili, tendo sido devolvido aos Barberini somente em 1653.

## Arquitectura

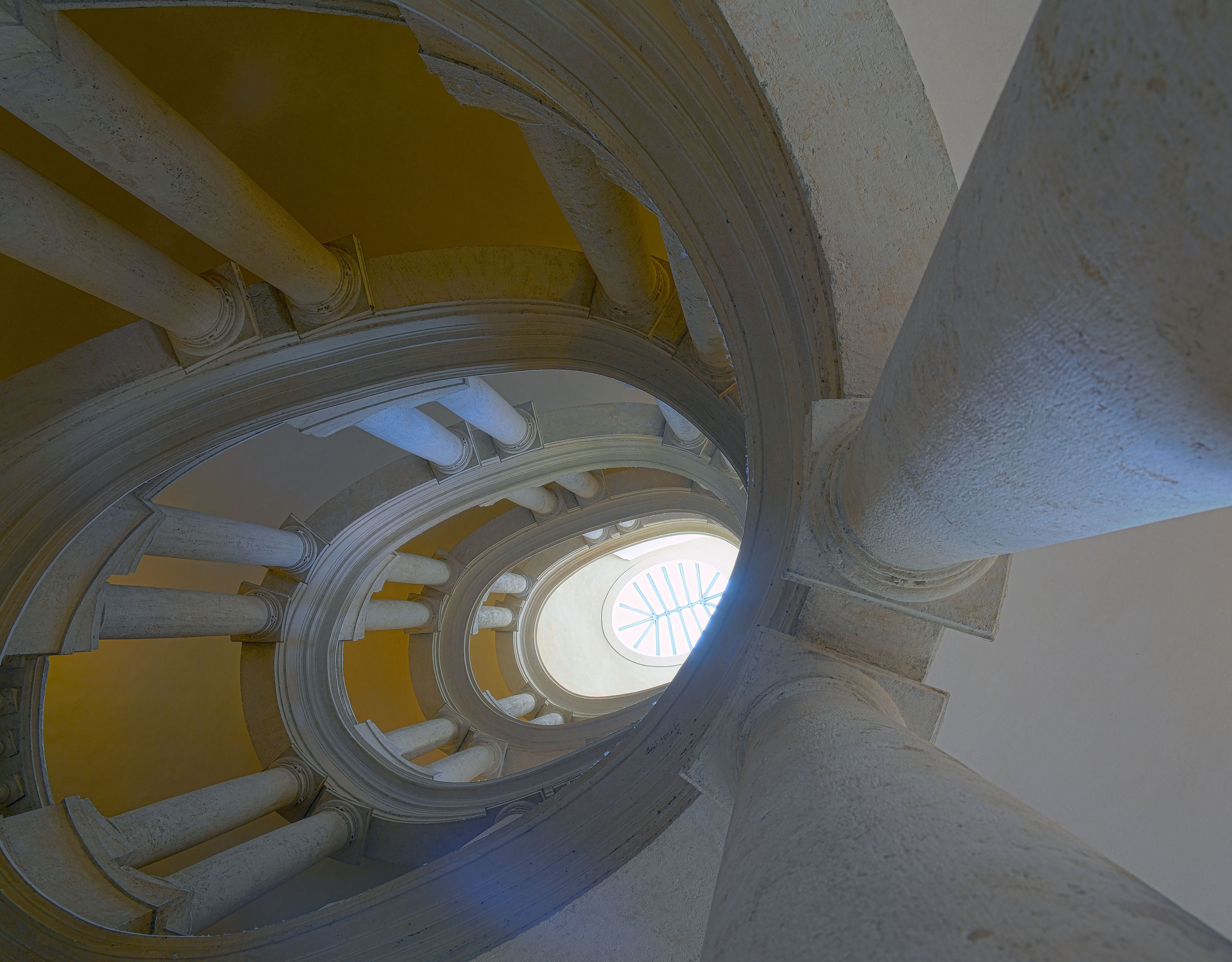
A famosa escadaria helicoidal de Borromini vista de baixo.

O palácio está disposto em volta de um adro centrado no grandioso vestíbulo de dois andares, de Bernini, apoiado por um salone (salão) oval, com uma extensa ala a dominar a piazza (praça), a qual fica a um nível mais baixo. Nas traseiras, uma longa ala protege o jardim da praça situada abaixo, acima da qual se ergue a partir de uma cave rusticada, com acabamentos ligeiramente semelhantes a um bastião militar. O bloco principal apresenta três filas de grandes janelas arcadas, semelhantes a arcadas vidradas, uma fórmula que era mais veneziana que romana. No andar superior, as janelas de Borromini estão colocadas numa falsa perspectiva que sugere uma dupla profundidade, uma característica que seria copiada no século XX. Flanqueando o vestíbulo, dois conjuntos de escadas conduzem ao piano nobile (andar nobre), uma larga escadaria quadrada, criada por Bernini, à esquerda e uma escadaria oval mais pequena, executada por Borromini, à direita.
O Palazzo Barberini revelou importantes características que seriam repetidas por toda a Europa. Além das janelas de falsa perspectiva criadas por Borromini, contam-se entre os aspectos influentes, a unidade de um vestíbulo central de dois andares com um salão oval por trás e as alas simétricas que se estendem a partir de um bloco central de forma a criar um cour d'honneur (pátio de honra).

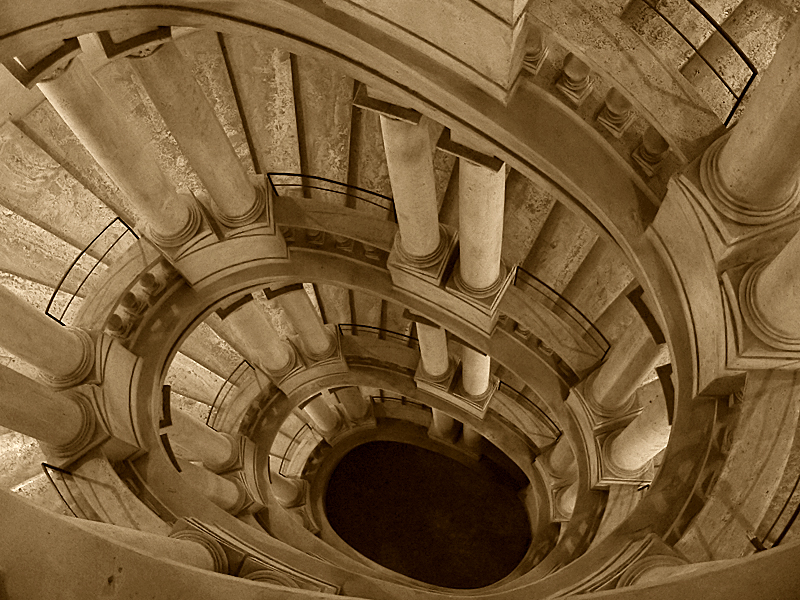
A famosa escadaria helicoidal de Borromini vista de cima.

O tecto do salão foi agraciado com uma obra prima de Pietro da Cortona, um afresco barroco representando a "Alegoria da Divina Providência e do Poder Barberini". Esta vasta alegoria panegírica trnou-se altamente influente como modelo na decoração de tectos de palácios e de igrejas; a sua influência pode ser vista noutras cenas panorâmicas, tal como nos afrescos dos tectos da Igreja de Sant'Ignazio (por Andrea Pozzo), nos da Villa Pisani em Stra, na sala do trono do Palácio Real de Madrid e na Ca' Rezzonico, em Veneza (por Tiepolo). Também no Palazzo Barberini, encontra-se uma obra prima de Andrea Sacchi, um crítico contemporêneo do estilo de Cortona, trata-se da "Divina Sabedoria".
As salas do piano nobile possuem tectos com afrescos, executados por outros artistas do século XVII, como Giuseppe Passeri e Andrea Camassei, acrescidos, na colecção do museu, por preciosos afrescos destacados por Polidoro da Caravaggio e pelo seu amante Maturino da Firenze.
O jardim é conhecido como um giardino segreto (jardim secreto), por se encontrar escondido das vistas de quem passa. Este acolhe um monumento a Bertel Thorvaldsen, o qual teve um estúdio no vizinho Teatro Barberini entre 1822 e 1834.

## Galerias, museus e outras atracções

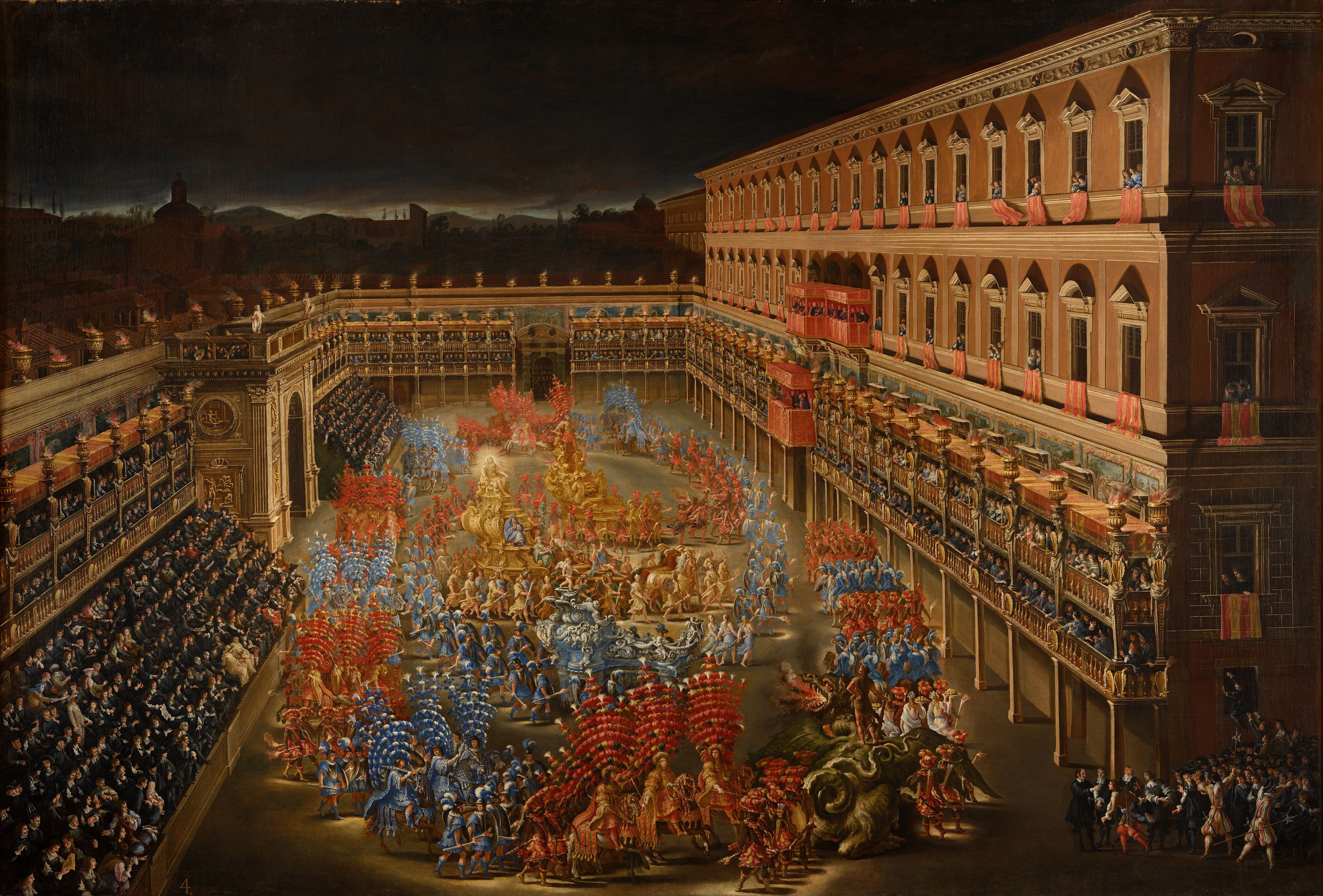
Celebrações para Cristina da Suécia no Palazzo Barberini em 28 de Fevereiro de 1656, uma pintura de Filippo Lauri e Filippo Gagliardi.

Actualmente, o Palazzo Barberini acolhe a Galleria Nazionale d'Arte Antica (Galeria Nacional de Arte Antiga), uma das mais importantes colecções de pintura na Itália. O palácio também é sede do Instituto Italiano de Numismática.
Escondido nas caves das traseiras do edifício, foi encontrado um mitreu, datado, provavelmente, do século III, conhecido como Mitreu Barberini.

### Algumas obras da colecção
A galeria foi fundada em 1895 para recolher obras provenientes de diversas colecções privadas e do Palazzo del Monte di Pietà. O museu alberga obras de, entre outros:
- El Greco: Adorazione dei Pastori; Battesimo di Cristo,  1546-1548
- Hans Holbein, o Jovem: Ritratto di  Enrico VIII,  1540
- Filippo Lippi:Madonna col Bambino, 1437
- Tintoretto: Cristo e l'Adultera, 1546-1548
- Tiziano: Venere e Adone, 1553-1554
- Raffaello: La Fornarina, 1520
- Caravaggio: Giuditta che taglia la testa a Oloferne, 1597-1600; Narciso, 1598-1599; San Francesco, 1606